# Paul Nicaise Pottier
Pour les articles homonymes, voir Pottier.
Paul Nicaise Pottier, né en 1778 à L'Aigle et mort le 24 septembre 1842, est un ingénieur des Ponts et Chaussées français. 
Élève de l'École polytechnique en 1794, il fait partie de l'expédition d'Égypte.
Il entre dans la marine à la fin de l'an VII.